# Quartz Hill
Quartz Hill és una concentració de població designada pel cens dels Estats Units a l'estat de Califòrnia. Segons el cens del 2000 tenia 9.890 habitants.

## Demografia
Segons el cens del 2000, Quartz Hill tenia 9.890 habitants, 3.450 habitatges, i 2.639 famílies. La densitat de població era de 999,6 habitants/km².
Dels 3.450 habitatges en un 41,5% hi vivien nens de menys de 18 anys, en un 56,8% hi vivien parelles casades, en un 14,1% dones solteres, i en un 23,5% no eren unitats familiars. En el 18,8% dels habitatges hi vivien persones soles el 5,8% de les quals corresponia a persones de 65 anys o més que vivien soles. El nombre mitjà de persones vivint en cada habitatge era de 2,86 i el nombre mitjà de persones que vivien en cada família era de 3,24.
Per edats la població es repartia de la següent manera: un 30,5% tenia menys de 18 anys, un 8,9% entre 18 i 24, un 27,5% entre 25 i 44, un 23,7% de 45 a 60 i un 9,5% 65 anys o més.
L'edat mediana era de 35 anys. Per cada 100 dones de 18 o més anys hi havia 93,6 homes.
La renda mediana per habitatge era de 49.098 $ i la renda mediana per família de 58.125 $. Els homes tenien una renda mediana de 51.136 $ mentre que les dones 33.971 $. La renda per capita de la població era de 22.140 $. Entorn del 9,1% de les famílies i l'11,9% de la població estaven per davall del llindar de pobresa.

## Poblacions més properes
El següent diagrama mostra les poblacions més properes.